# 黄嘴山鸦

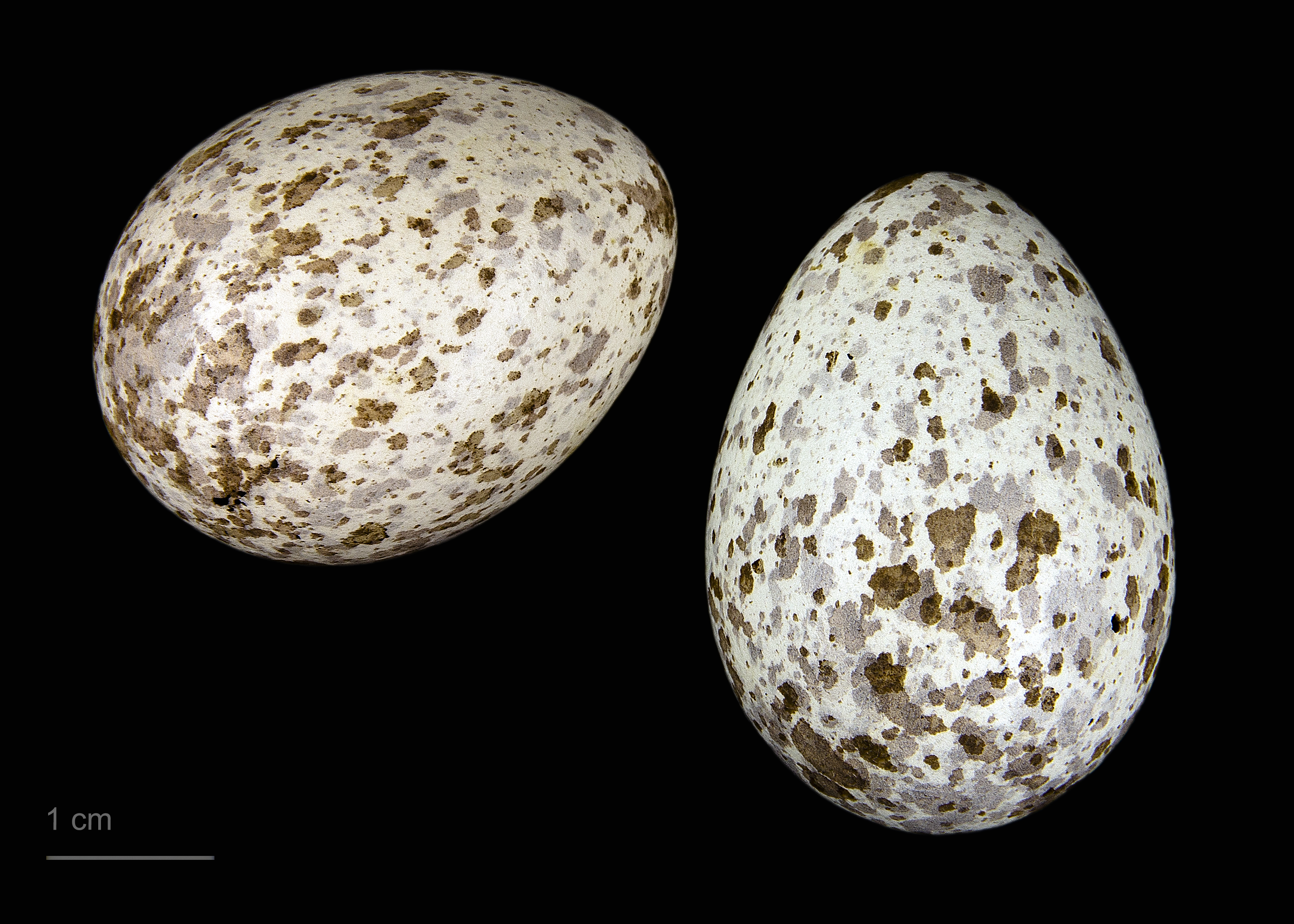
卵 Pyrrhocorax graculus graculus

黄嘴山鸦（学名：Pyrrhocorax graculus）为鸦科山鸦属的鸟类。分布于欧洲、亚洲、非洲，包括中国大陆的内蒙古、新疆、甘肃、青海、四川、西藏等地，主要栖息于2500-5000m或更高的多峭壁山崖环境、寻食于高山牧场和草地、也见于高山耕地附近以及筑巢于山间崖壁凹陷洞穴和缝隙中。该物种的模式产地在瑞士。

## 亚种
- 普通黄嘴山鸦 ：分布于西亚、中亚、南亚以及中国大陆的内蒙古、新疆、青海、甘肃、四川、西藏西藏等地。该物种的模式产地在叙利亚、黎巴嫩。[3]

## 文化
音樂家奧立佛·梅湘創作的鋼琴獨奏曲集《鳥類圖誌》中的第1曲黃嘴山鴉以為題。